# 宗谷港
宗谷港（そうやこう）は、北海道稚内市にある港湾。港湾管理者は稚内市。港湾法上の「地方港湾」、「避難港」に指定されている。宗谷岬に隣接し、日本最北の「地方港湾」であるほか、日本国内で唯一となる領海などの基線となる「低潮線」を有する港湾になっている。

## 港湾施設
主な港湾施設は次の通り。
- 北防波堤
- 北副防波堤
- 北防波護岸（てっぺんドーム）
- 北船澗-3.5 m物揚場
- 北船澗-2.5 m物揚場
- 西船澗-3.0 m物揚場
- 船揚場

## 沿革

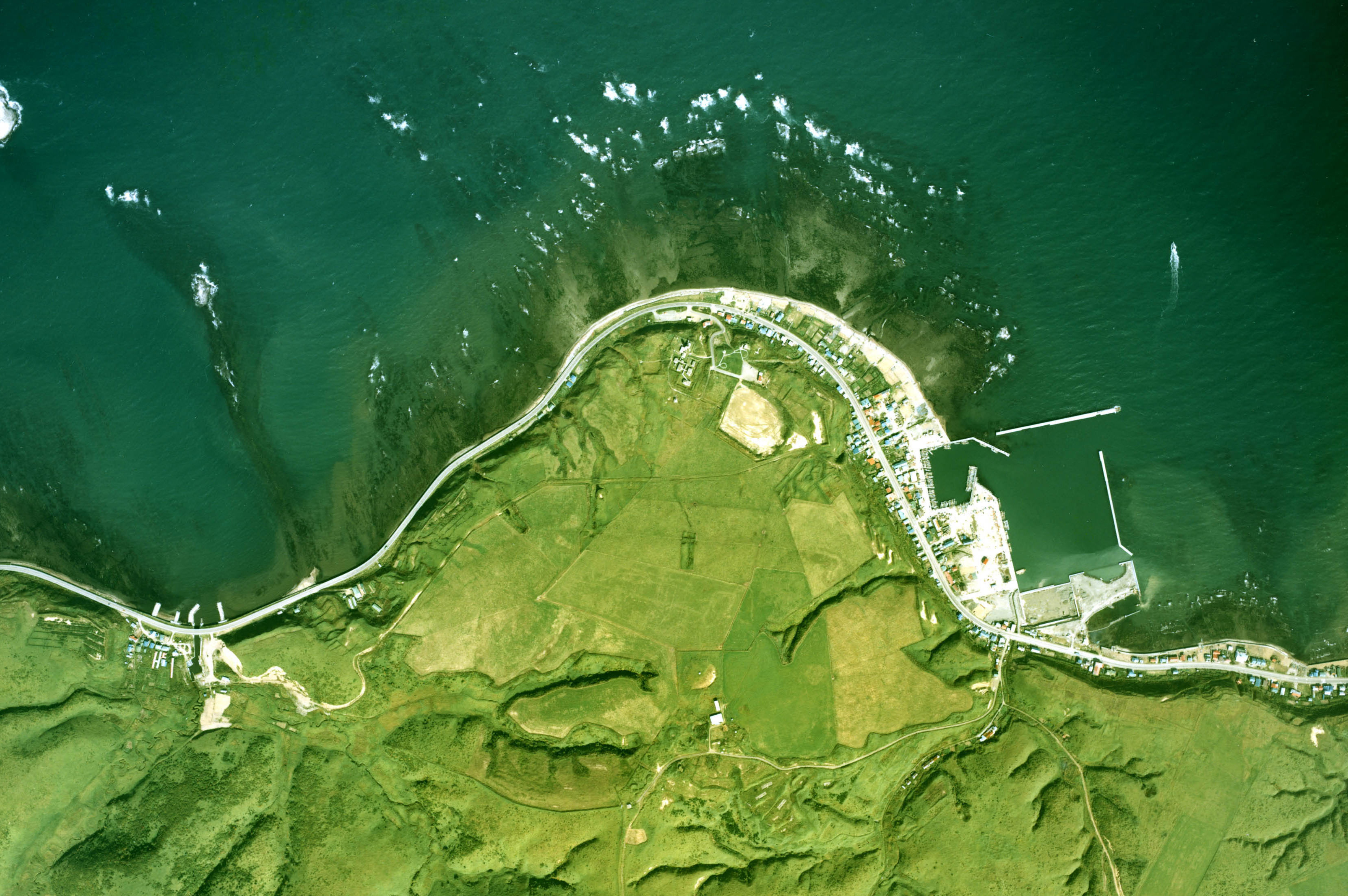
宗谷岬周辺の空中写真（1977年撮影）。。

- 1936年（昭和11年）：「第2期拓殖計画」の一環として工事着手。
- 1953年（昭和28年）：稚内市が港湾管理者となる。
- 1954年（昭和29年）：「避難港」指定[3]。
- 1965年（昭和40年）：臨港地区指定。
- 1972年（昭和47年）：「地方港湾」指定[3]。
- 1995年（平成07年）：「宗谷港マリンタウンプロジェクト」策定[3]。
- 2004年（平成16年）：親水プロムナード・親水護岸（てっぺんドーム）完成[3][4]。

## 参考資料
- “宗谷港” (PDF). 稚内港港湾要覧.  稚内市. 2017年12月11日閲覧。[リンク切れ]